# Mytilina carpatica
Mytilina carpatica is een raderdiertjessoort uit de familie Mytilinidae. De wetenschappelijke naam van deze soort is voor het eerst geldig gepubliceerd in 1962 door Varga.